# Banda civica musicale di Soncino
La Banda civica musicale di Soncino (abbreviata in "Banda di Soncino" e dal 2001 chiamata anche "Orchestra di fiati Città di Soncino") è una banda musicale italiana.

## Storia
Documentata a partire dal 1836, la banda musicale di Soncino si era affermata a livello nazionale nel 1906, in occasione del concorso di musica legato all'Esposizione di Milano.
Nel 1993, sotto la presidenza del cavaliere Ugo Vanoli e la direzione del maestro Giancarlo Locatelli, la banda è stata rifondata completamente e dal 1999 si è trasformata in un complesso semiprofessionista, sotto la direzione del maestro Luca Valenti. Nel 2001 è divenuta ufficialmente "Orchestra di fiati Città di Soncino" e si è esibita in Italia e all'estero in più di 130 concerti, registrando inoltre 45 cd a partire dal 1999.
Il repertorio consiste in trascrizioni di musica sinfonica e operistica, e di brani originali per fiati.
Nel 1996 ha partecipato al concorso per bande "Città di Condove". Negli anni 1997, 1999 e 2003 ha partecipato al Flicorno d'oro ottenendo il premio nel 2003, nel 1999 e 2001 al "Certamen internacional de bandas de musica" di Valencia, con menzione d'onore nel 2001, e nel 2005 al World Music Contest di Kerkrade in Olanda.
Dal 2011 la presidenza è stata assunta da Emanuela Bardi mentre la direzione dal 2015 è passata al maestro Stefano Piovani.
Dal 2018 la Banda Civica Musicale di Soncino si avvale di direttori ospiti.

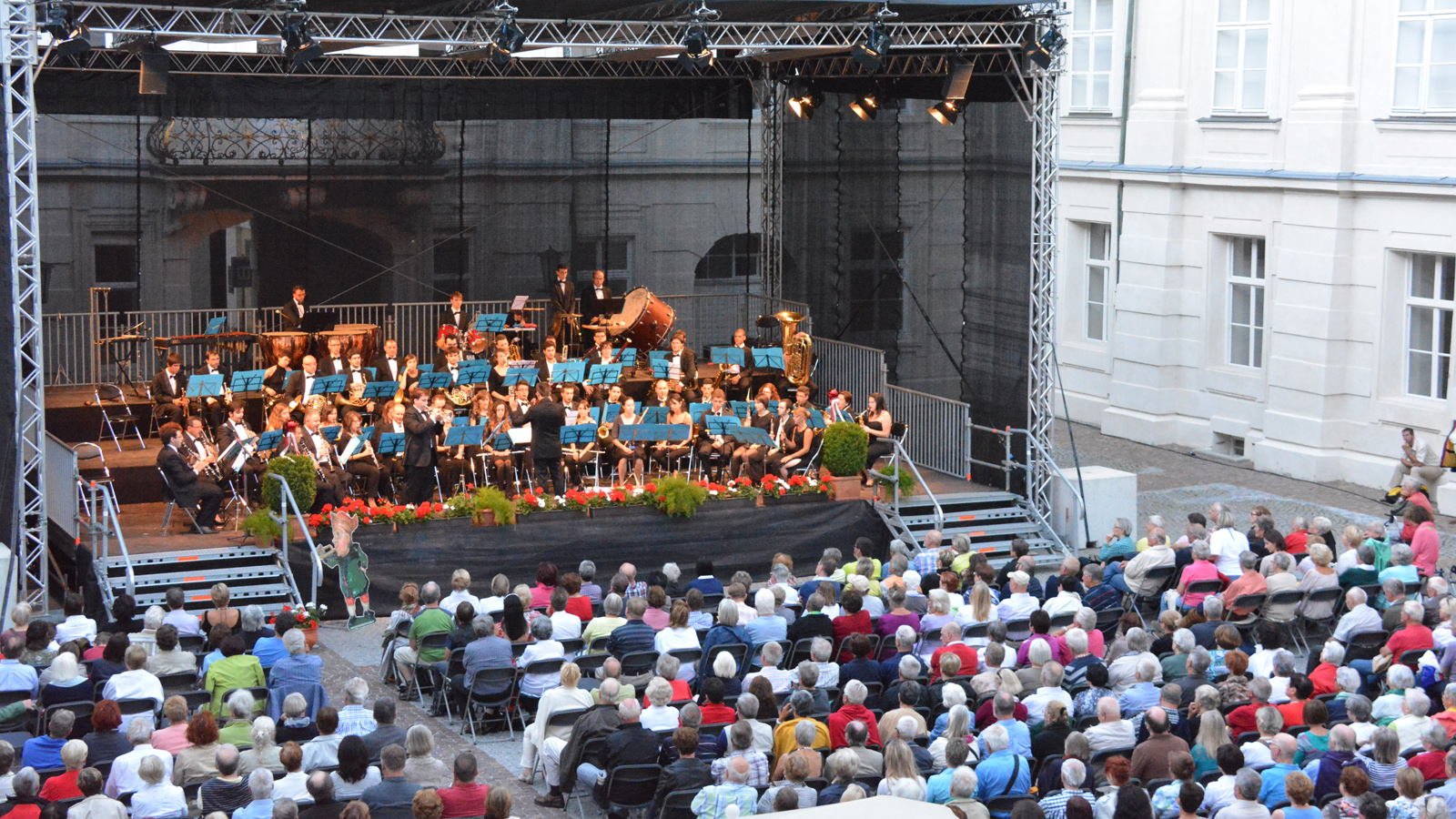
La Banda Civica Musicale di Soncino al Promenaden Konzerte di Innsbruck in Austria, 3 luglio 2014

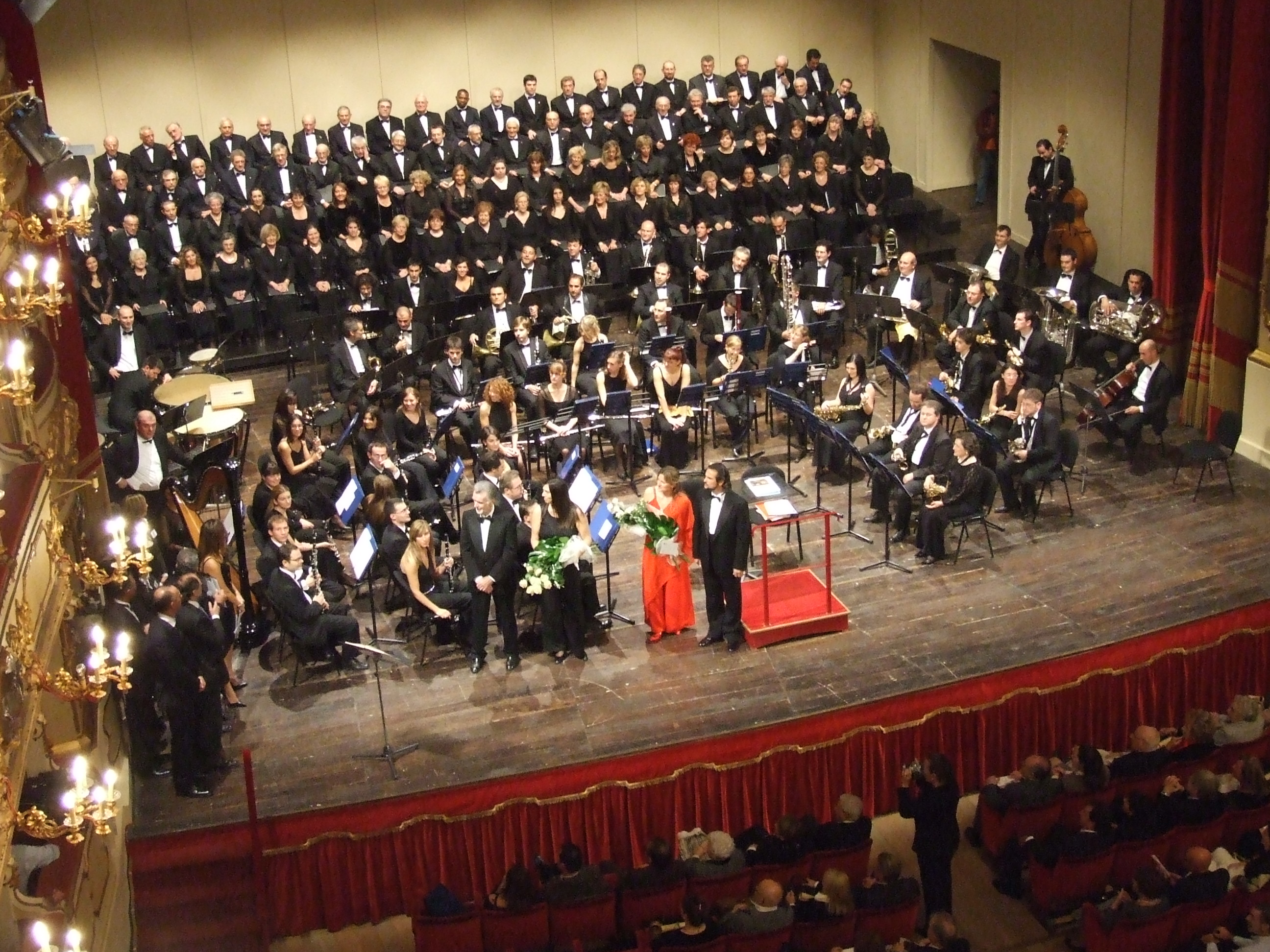
Banda di Soncino e Coro Ponchielli Vertova al Teatro Ponchielli

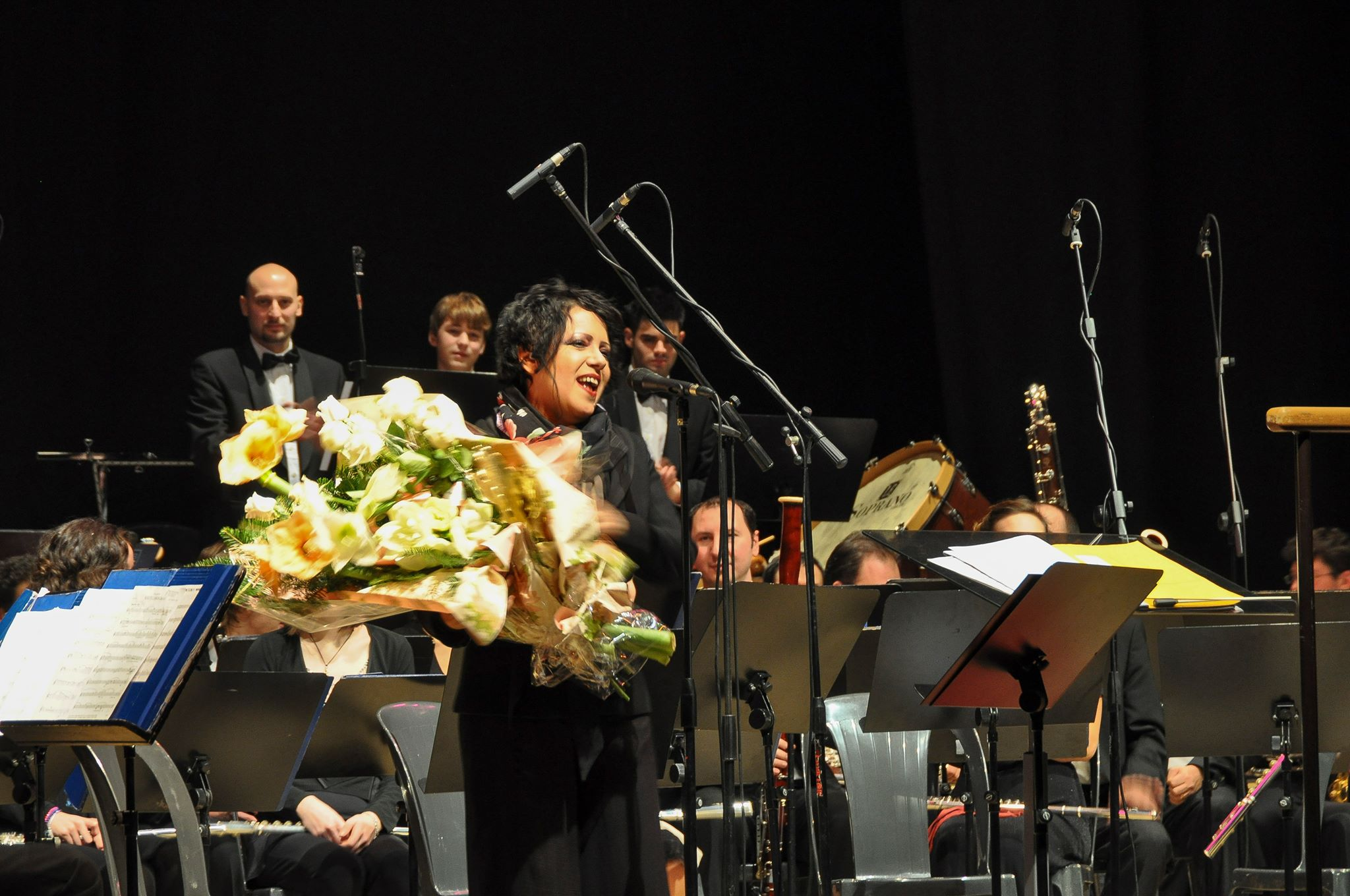
Concerto al Teatro San Domenico di Crema con la voce solista Antonella Ruggiero.

### Direttori stabili
- Giancarlo Locatelli (1993 - 1997)
- Walter Ruggeri (1998)
- Luca Valenti (1999 - 2009)
- Paolo Belloli (2010)
- Fabrizio Dorsi (2011)
- Alessandro Pacco (2011 - 2014)
- Stefano Piovani (2015 - 2017)

#### Direttori ospiti
- Pablo Sanchez Torella, direttore ospite fisso ha eseguito con la banda 14 esecuzioni (2000 - 2011).
- Franco Cesarini, direttore ospite nel 1997.
- Felix Hauswirth, direttore ospite nel 1998 ed il 28 maggio 2000 all'Auditorium Europa di Salsomaggiore Terme[5].
- Jan Van Der Roost, concerto al Castello di Soncino, 6 giugno 1999.
- Joseph Horovitz, concerto al Teatro Ponchielli di Cremona 19 dicembre 1999.
- Hardy Mertens, concerto al Teatro Sociale di Soresina, 25 novembre 2000.
- Daniele Carnevali, direttore nel 1999 e 2003[6]
- Alfred Reed, concerto in Piazza Duomo a Crema nell'unico concerto diretto in Italia dal compositore Alfred Reed 27 luglio 2001.
- Fulvio Creux, direttore della Banda Musicale dell'Esercito Italiano, concerto al Teatro San Domenico di Crema, 5 ottobre 2002.
- Ferrer Ferran, concerto al Teatro Sociale di Soresina 24 maggio 2008.[7]
- Denis Salvini, concerto di Gala sala ciminiera filanda 16 dicembre 2017.

#### Collaborazioni importanti
- Gabriele Cassone con il quale ha inciso il 1°CD A.Ponchielli con musica inedita di Amilcare Ponchielli[8]
- Hardy Mertens, Presidente della W.A.S.B.E. (World Association for Symphonic Bands and Ensembles) e curatore del seminario organizzato alla sede della Banda di Soncino nel 1996, e poi ripetutosi nel 1997 e 1998.
- Per affinare la tecnica concertistica vengono organizzati diversi Masterclass con gli strumentali delle più grandi orchestre filarmoniche italiane, tra cui nel 1998 Guido Corti (Corno), nel 2001 Fabrizio Meloni (Clarinetto) entrambi della Filarmonica della Scala, nel 2001 l'inglese Steven Meed (Euphonium, nel 2003 la statunitense Velvent Brown (Tuba), nel 2005 l'ungherese János Bálint (Flauto) della Hungarian National Philharmonic Orchestra.
- Il compositore olandese Johan de Meij ha composto appositamente per la Banda di Soncino nel 2000 l'opera The Red Tower eseguita in prima mondiale alla Sala Verdi del Conservatorio Giuseppe Verdi di Milano[9], nello stesso concerto è stata eseguita la prima italiana di Casanova.
- La Banda di Soncino coinvolge la voce Antonella Ruggiero nell'esecuzione di brani con voce solista, il 2 giugno 2002 sotto la direzione di Luca Valenti in Piazza Stradivari a Cremona e successivamente il 22 dicembre 2010 con la direzione di Paolo Belloli al Teatro San Domenico di Crema.

## Discografia
- 2000 - Concerto per banda Amilcare Ponchielli (registrato in studio con opere inedite di Amilcare Ponchielli, direttore Luca Valenti, editore Stradivarius)[10]
- 2002 - Concerto di gala Colonne Sonore (direttore Luca Valenti, Teatro San Domenico Crema, editore Tawa International, con trascrizioni di sinfonie di Williams, Reed)[11]
- 2002 - Concerto a Soresina (direttore Pablo Sanchez Torrella, editore Tawa International, con trascrizioni di sinfonie di Wagner, Bizet, Respighi)[12]
- 2003 - Concerto a Trieste (direttore Luca Valenti, editore Tawa International, con trascrizioni di sinfonie di Ponchielli, Verdi, De Nardis)[13]